# 메이 클라크

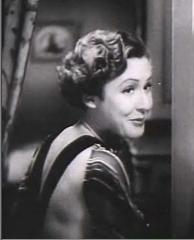

메이 클라크(영어: Mae Clarke, 1910년 8월 16일 ~ 1992년 4월 29일)는 미국의 배우이다.
필라델피아에서 태어났으며 우들랜드힐스에서 사망하였다. 사인은 암이다.

## 영화
- 모던 밀리 (1967년)
- 케이터드 어페어 (1956년)
- 거대한 강박관념 (1954년)
- 최고의 사랑 (1952년)
- 스커트 어호이 (1952년)
- 용감한 페이건 (1952년)
- 팻과 마이크 (1952년)
- 사랑은 비를 타고 (1952년)
- 로스트 플래닛 에어멘 (1951년)
- 미스터 임페리엄 (1951년)
- 로얄 웨딩 (1951년)
- 위대한 카루소 (1951년)
- 아이다호의 공작부인 (1950년)
- 킹 오브 더 로켓 맨 (1949년)
- 키티 (1945년)
- 히어 컴 더 웨이브스 (1944년)
- 사랑의 서광 (1944년)
- 쓰리 와이즈 걸스 (1932년)
- 프랑켄슈타인 (1931년)
- 특종 기사 (1931년)
- 공공의 적 (1931년)
- 워털루 다리 (1931년)